# Francisco de Paula Cidade
Francisco de Paula Cidade (Porto Alegre, 22 de dezembro de 1883 — Rio de Janeiro, 31 de março de 1968) foi um militar brasileiro.

## Vida
Francisco de Paula Cidade nasceu em 22 de dezembro de 1883 em Porto Alegre. Sentou praça em 17 de junho de 1902 e em 1905 servia na infantaria. Aspirou ao oficialato em 2 de janeiro de 1909 e tornar-se-ia segundo tenente em 5 de junho de 1912. Foi promovido a primeiro tenente em 27 de março de 1918, capitão em 12 de outubro de 1922 e major em 17 de dezembro de 1931.
Tornar-se-ia ainda tenente-coronel em 2 de outubro de 1934, coronel em 25 de dezembro de 1937 e general de brigada em 29 de dezembro de 1942. Foi agraciado como oficial da Ordem do Mérito Militar, comendador da Ordem do Condor dos Andes no Chile, medalha de ouro de bons serviços militares e medalha de prata do cinquentenário da Proclamação da República. Também atuou como comandante da Oitava Região Militar, no Pará. Faleceu em 31 de março de 1968 no Rio de Janeiro.
Foi um dos fundadores do Instituto de Geografia e História Militar do Brasil e membro efetivo do Instituto Histórico e Geográfico do Rio Grande do Sul.  Prolífico escritor, publicou várias obras que discutiam a carreira militar, bem como colaborou com a revista Defesa Nacional.